# Calada fuegensis
Calada fuegensis är en fjärilsart som beskrevs av Nielsen och Robinson 1983. Calada fuegensis ingår i släktet Calada och familjen rotfjärilar. Inga underarter finns listade i Catalogue of Life.